# Палома (Иллинойс)
Палома — невключённая территория тауншипа Хани-Крик в округе Адамс (штат Иллинойс, США).
Основная магистраль Паломы — федеральное шоссе № 24. Присвоенный ZCTA код — 62359.

## История
Палома была основана Дэниэлом Гудингом около 1862 года. Некогда Палома была известна как Пикльвилль (англ. — «Деревня огурцов», «Огурцово») и Пикл Стэйшн («Огуречная станция») из-за обширных огуречных плантаций, принадлежавших местным фермерам. Маринованные огурцы поставлялись по всему округу по железной дороге (платформа находилась в миле к западу от Паломы). Позже Пикльвилль получил своё нынешнее название в честь небольшого индейского племени «палома» (с исп. — «голубка»).

## Население
Согласно переписи населения, проведённой в 2000 году, в Паломе проживает 192 человека и значится 76 домохозяйств и 63 семьи.